# 竹石松次
竹石 松次（たけいし まつじ、1943年12月7日 - ）は、日本の実業家、新潟放送の元アナウンサー。同社代表取締役社長・会長を経て、現在は顧問を務めている。

## 略歴
- 新潟県新潟市生まれ[4]。法政大学社会学部卒業後、1967年に地元の新潟放送へアナウンサーとして入社[1][2]。同期には元アナウンサーで現在同社顧問、関連会社であるホテルイタリア軒代表取締役社長を務めた金親顕男。その後報道記者、ディレクター、メディア事業局長等を経る。

- 2001年6月、取締役・メディア事業局長[1][2]。
- 2003年6月、常務取締役・メディア事業局長[1][2]。
- 2005年6月、専務取締役・管理部門統括（労務・番組審議会・視聴者対策・技術担当）[1][2]。
- 2005年7月、代表取締役専務・管理部門統括（労務・番組審議会・視聴者対策・技術担当）[1][2]。
- 2007年6月、代表取締役社長に就任[1][2]。
- 2017年6月、代表取締役会長に就任[1][2]。
- 2020年11月、旭日小綬章受章[5]。